# Lausanne Université Club Volleyball 2018-2019 (maschile)
Questa voce raccoglie le informazioni riguardanti il Lausanne Université Club Volleyball nella stagione 2018-2019.

## Organigramma societario
Area direttiva
- Presidente: Pierre-André Leuenberger

Area tecnica
- Allenatore: Massimiliano Giaccardi
- Secondo allenatore: Pierre Berger, Nicolas Baldy, Georges-André Carrel
- Scoutman: Nicolas Baldy
- Preparatore atletico:

Area sanitaria
- Medico: Carlo Bagoutti
- Fisioterapista: Petra Perrin, Jérémy Kohler
- Massaggiatore: Pierric Saintrond

## Rosa
| N° | Nome                 | Ruolo | Data di nascita  | Nazionalità sportiva |
| -- | -------------------- | ----- | ---------------- | -------------------- |
| 2  | Jonathan Kaeser      | O     | 27 novembre 1994 | Svizzera             |
| 3  | Arthur Sueur         | C     | 1999             | Svizzera             |
| 5  | Radiša Stefanović    | C     | 29 marzo 1990    | Serbia               |
| 6  | Björn Höhne          | S     | 29 marzo 1991    | Germania             |
| 7  | Dennis Del Valle     | L     | 27 gennaio 1989  | Porto Rico           |
| 8  | Sébastien Chevallier | P     | 14 luglio 1987   | Svizzera             |
| 9  | Jonas Kvalen         | S     | 6 giugno 1992    | Norvegia             |
| 10 | Reto Pfund           | P     | 11 aprile 1998   | Svizzera             |
| 11 | Damien Sommer        | C     | 11 giugno 1992   | Svizzera             |
| 12 | Karim Zerika         | C     | 2 dicembre 1996  | Svizzera             |
| 15 | Mathias Montavon     | S     | 15 dicembre 1997 | Svizzera             |
| 16 | Tim Ineichen         | L     | 6 agosto 2001    | Svizzera             |
| 17 | David Feughouo       | O     | 5 maggio 1989    | Camerun              |
| 20 | Adrien Prével        | S     | 19 aprile 1986   | Francia              |

## Statistiche

### Statistiche dei giocatori
| Giocatore     | Coppa CEV | Coppa CEV | Coppa CEV | Coppa CEV | Coppa CEV |
| Giocatore     | P         | PT        | AV        | MV        | BV        |
| ------------- | --------- | --------- | --------- | --------- | --------- |
| S. Chevallier | 4         | 1         | 1         | 0         | 0         |
| D. Del Valle  | 4         | 0         | 0         | 0         | 0         |
| D. Feughouo   | 3         | 23        | 20        | 1         | 2         |
| B. Höhne      | 4         | 12        | 11        | 0         | 1         |
| T. Ineichen   | 0         | 0         | 0         | 0         | 0         |
| J. Kaeser     | 1         | 1         | 1         | 0         | 0         |
| J. Kvalen     | 4         | 37        | 26        | 5         | 6         |
| M. Montavon   | 2         | 12        | 6         | 2         | 4         |
| R. Pfund      | 3         | 1         | 0         | 0         | 1         |
| A. Prével     | 4         | 74        | 67        | 3         | 4         |
| D. Sommer     | 2         | 9         | 5         | 3         | 1         |
| A. Sueur      | 0         | 0         | 0         | 0         | 0         |
| R. Stefanović | 4         | 17        | 11        | 2         | 4         |
| K. Zerika     | 4         | 21        | 11        | 6         | 4         |

P = presenze; PT = punti totali; AV = attacchi vincenti; MV = muri vincenti; BV = battute vincenti

NB: Non sono disponibili i dati relativi alla Lega Nazionale A, alla Coppa di Svizzera e alla Supercoppa svizzera e di conseguenza quelli totali